# Recorder: The Marion Stokes Project
Recorder: The Marion Stokes Project (bra: Recorder: The Marion Stokes Project) é um filme do gênero documentário estadunidense de 2019 realizado por  Matt Wolf sobre Marion Stokes e o arquivo de notícias televisivas [en] que ela criou.

## Filme
Stokes captou 840 000 horas de imagens noticiosas ao longo de 35 anos, de 1977 até à sua morte em 2012; as gravações em vídeo em Video Home System (VHS) e Betamax foram doadas ao Internet Archive.
A crise dos reféns americanos no Irã, que durou de 1979 a 1981, fez com que Stokes decidisse fazer do seu projeto um trabalho permanente, devido ao seu desenvolvimento contínuo à medida que ia acontecendo.

## Lançamento
O filme estreou no Festival de Cinema de Tribeca de 2019 e foi lançado e distribuído pela Zeitgeist Films [en] em associação com a Kino Lorber [en]. Também foi submetido à consideração do Oscar.

### Mídia caseira
O DVD e o Blu-ray foram lançados a 10 de março de 2020.
Uma edição em VHS do documentário foi lançada pela Lunchmeat VHS [en] em 2023.

## Recepção da crítica
O filme tem uma classificação de 95% no Rotten Tomatoes. O consenso crítico do site diz: “Recorder: The Marion Stokes Story usa a busca singular de uma pessoa para iluminar a linha ténue entre o brilhantismo e a obsessão".
Sheila O'Malley, de portal de cinema RogerEbert.com, elogiou o filme, classificando o documentário com 4.5 estrelas de 5. O'Malley escreveu que, "Recorder é um olhar convincente sobre uma mulher excêntrica muito específica, que viveu na era em que as notícias passaram de locais a nacionais, de um espaço de tempo a todo o dia, e que sentiu nesta mudança algo alarmante, algo novo, e que respondeu tentando capturar tudo, catalogar e guardar".
Peter Bradshaw, do jornal britânico The Guardian, também elogiou o filme, classificando o documentário com 4 estrelas de 5. Sobre o filme, Bradshaw, anotou que, "depois de ver este documentário, penso agora que o projeto também pode ser visto como uma gigantesca aventura de arte conceitual, e isto não é para o aviltar de forma alguma".
Glenn Kenny, escreveu para o The New York Times, uma critica positiva. Para Kenny "a história é um pouco sinistra, mas também, vista desta distância, estranhamente estimulante. [...] Recorder não explora até que ponto o projeto original de análise de Marion foi subjugado pela compulsão de gravar tudo. Mas o facto de ela gravar tudo cria um arquivo irreproduzível que é esclarecedor e enlouquecedor".
Para a revista estadunidense The New Yorker, Richard Brody, anotou "excepcional...revolucionária da informação, Stokes, apesar das suas décadas de isolamento, tocou o centro nevrálgico da época.”